# Lengyel nemzetiségi templom

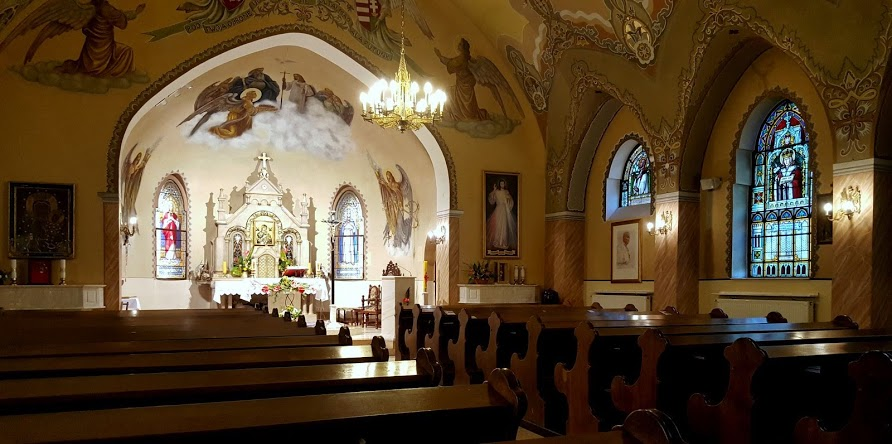
A templom szentélye és színes ablakai

A lengyel nemzetiségi templom (Mindenkor Segítő Szűz Mária plébániatemplom) Budapest X. kerületében áll, az itt élő katolikus lengyelek részére épült. A Magyarok Nagyasszonya-sziklatemplom mellett a legismertebb magyarországi lengyel vallási intézmény.

## Története

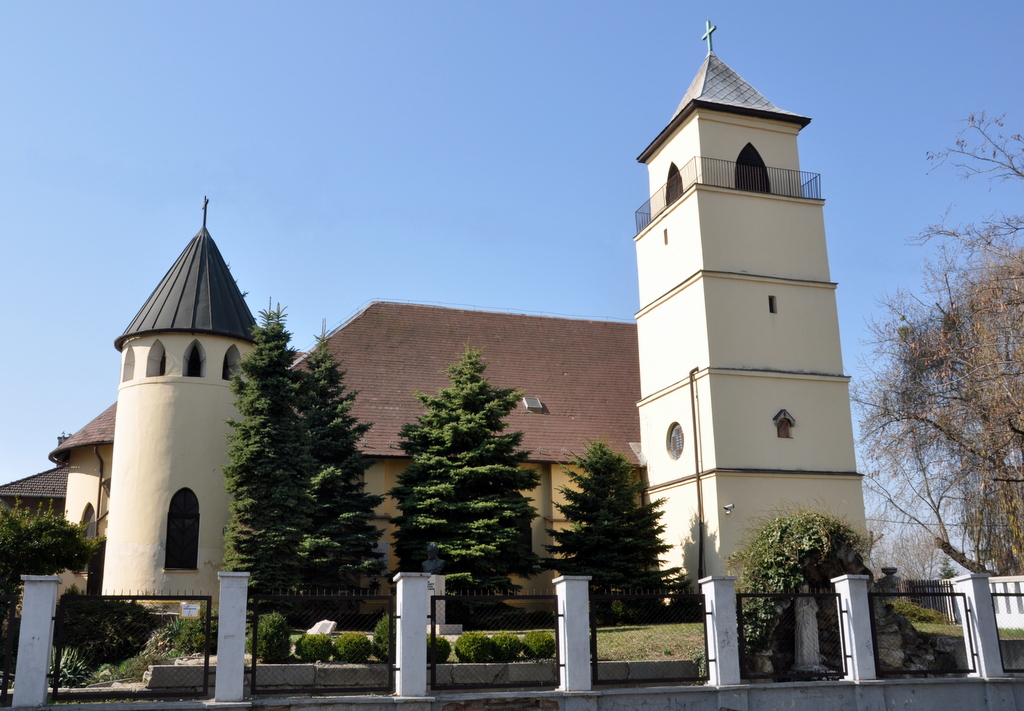
A templom oldalról

A 20. század elejére több tízezer lengyel telepedett le Budapesten.  A kőbányai kőfejtőkben dolgozó kolónia tagjai 1907-től a Conti-kápolnában tartották szertartásaikat, majd Wincenty Danek lengyel pap 1914-ben szerezte meg az engedélyt egy önálló, római katolikus lengyel templom megépítésére. Az első világháborúban nem indulhatott meg a munka és a gyűjtés is nehezen haladt. Végül – lengyelországi és amerikai lengyelek támogatásával – 1925-ben kezdődött el az építkezés Árkay Aladár tervei alapján. A templomot 1930 augusztusában szentelte fel August Hlond, Lengyelország bíboros-hercegprímása.
1952-ben a kommunista hatalom a templomot elvette a lengyelektől, de továbbra is templomként működött, így épségben megmaradt 1989-ig, amikor a lengyel közösség újra birtokba vehette.
Egy 1993-as rendelettel helyi műemléki védettségbe került.
2015-ben a templom a lengyel katolikus egyháztól Szent II. János Pál pápa-ereklyét kapott, melyet Erdő Péter bíboros, esztergom–budapesti érsek helyezett el.

## Leírása
Az enyhén szecessziós stílusban épült templomhoz balról masszív, bástyaszerű, torony csatlakozik. Lépcsősoron jutunk a bejárathoz, azon keresztül az előtérbe, ahol a templom építését támogató személyek, cégek és intézmények, valamint Wincenty Danek, első plébános és August Hlond, a templom felszentelője emléktáblái találhatók.
A főhajót lengyel és magyar boldogokat, szenteket ábrázoló festett ablakok díszítik (Palka József és Dobsa Béla művei).
Jobb oldalon: 

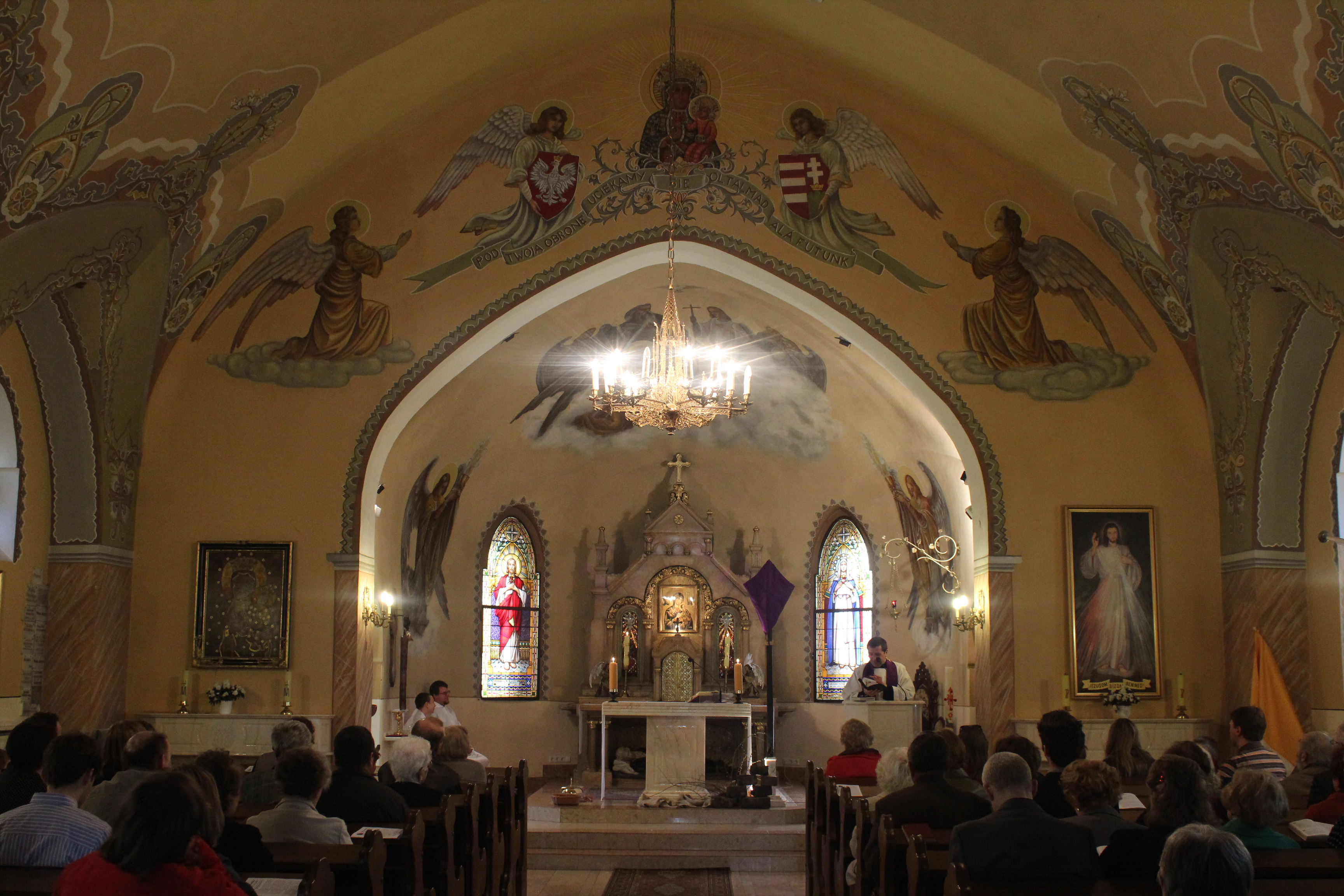
A templom szentélye és diadalíve

- Szent Zoerardus, 11. századi lengyel származású remete, bencés szerzetes
- Árpád-házi Boldog Jolán, IV. Béla leánya, Jámbor Boleszláv herceg felesége
- Szent Kázmér, IV. Kázmér lengyel király fia, az ifjúság védőszentje
- Grodecz Szent Menyhért, a kassai vértanúk egyike

Bal oldalon: 
- Szent Adalbert prágai püspök, Szent István bérmálója
- Szent László király
- Szent Kinga, IV. Béla leánya, a magyarországi lengyelek védőszentje
- Boldog Szalóme, Kálmán magyar herceg lengyel származású felesége

A szentély előtti enyhén csúcsíves diadalíven a Madonna és a magyar és lengyel címerpajzsot tartó angyalok képe alá festett szalagsávban kétnyelvű felirat olvasható: „Oltalmad alá futunk”. A szentély festett üvegablaka Szűz Máriát és Jézus Krisztust ábrázolja, fölötte a felhőn trónoló Szentháromság látható. Az oltár fő dísze a Czestochowai Madonna képe. A szentély két oldalán Fekete Madonna- és Jézus Szíve mellékoltárt alakítottak ki.
A külső falon, a bejárat mellett a Katyńi vérengzés áldozatainak emléktáblája látható.